# تصفيات كأس العالم 2014 (أمريكا الشمالية)
تصفيات كونكاكاف لكأس العالم لكرة القدم 2014 سوف تشهد فرق تتنافس لمقاعد في النهائيات في البرازيل.
كما في البطولات السابقة كونكاكاف سيكون لديه ثلاث تأهلات مباشرة لمسابقة النهائيات بالإضافة مركز آخر محتمل عن طريق ملحق أمام فريق من اتحاد قاري آخر - بين فريق آسيا المركز الخامس، فريق كونميبول المركز الخامس أو فريق أوقيانوسيا المركز الأول. في التصفيات لنهائيات 2010 الملحق كان أمام كونميبول، لكن هذه المرة مواجه فرق كونكاكاف سوف يتحدد من قبل قرعة عشوائية.

## الطريقة لتقديمها للفيفا
في مارس 2011، في أعقاب الأنباء بأن كونكاكاف لن يتلقى أربعة مقاعد في كأس العالم 2014، أشار مسؤولون في اتحاد الكونكاكاف أن الطريقة الأولى المقترحة سيتم مراجعتها. وبعد عدة أيام، أعلن مسؤولون في كونكاكاف أن طريقة التصفيات سيقدمونها إلى الفيفا. الطريقة المقترحة تتكون من 4 جولات.
1. الدور التمهيدي. فرق مصنفى 26–35 سيلعبون ملحق لتخفيض عدد الداخلين إلى 30.
2. الدور الأول. 6 مجموعات من 4 فرق. هذا الدور ستشمل الـ5 متأهلين من الدور التمهيدي بالإضافة للفرق مصنفة 7–25. الفريق الأعلى في كل مجموعة يذهب إلى الدور التالي
3. الدور نصف نهائي. 3 مجموعات من 4 فرق. فرق مصنفة 1–6 سيواجهون ضد فائزين المجموعات الـ6 من الدور السابق. الفرق الأثنين الأعلى في كل مجموعة سوف يذهبون.
4. الدور النهائي. الفريقين الأثنين الأعلى من من الدور نصف نهائي يتنافسون في مجموعة واحدة من 6. الثلاث فرق الأعلى سيذهبون لكأس العالم، في حين فرق المركز الرابع سوف يذهب إلى ملحق اتحاد قاري.

### اقتراح تم الغائه
في مايو 2010، أعلنت لجنة كونكاكاف التنفيذية تغيير مقترح في طريقة التصفيات لكأس العالم 2014، التي سوف تبدأ بجولة خروج المغلوب تمهيدية تليها ثلاث جولات مجموعات. هذه الطريقة أخليت بعدها بعد أنباء عن أن كونكاكاف لن يتلقى أربعة مقاعد في كأس العالم 2014.
1. الدور التمهيدي (عند الحاجة) لخفض عدد الفرق إلى 32.
2. 8 مجموعات من 4 فرق. أعلى اثنين في كل مجموعة يذهبون إلى الدور التالي.
3. 4 مجموعات من 4 فرق. أعلى اثنين في كل مجموعة يذهبون إلى الدور التالي.
4. مجموعتين من 4 فرق. بما أن كونكاكاف لديه 3.5 مقاعد، فائزين المجموعات سوف يتأهلون مباشرتاً إلى كأس العالم، في حين صاحبي المركز الثاني سيلعبون ملحق ضد بعضهم البعض أولاً، والفائز سوف يتأهل، في حين الخاسر سيلعب ملحق ضد فريق من اتحاد قاري آخر في نوفمبر 2013.

## التصنيف
التصنيف - أستخدم لقرع الدورين الثلاث الأولين من التصفيات - استند على التصنيف العالمي للفيفا لشهر مارس 2011.
| معفون إلى الدور الثالث (مصنفون الأول إلى السادس)                          | معفون إلى الدور الثاني (مصنفون السابع إلى الخامس والعشرون) | يتنافسون في الدور الأول (مصنفون السادس والعشرون إلى الخامس والثلاثون)                                                                                                |
| ------------------------------------------------------------------------- | --- | --- |
| 1. الولايات المتحدة 2. المكسيك 3. هندوراس 4. جامايكا 5. كوستاريكا 6. كوبا | 1. بنما 2. كندا 3. السلفادور 4. غرينادا 5. ترينيداد وتوباغو 6. هايتي 7. أنتيغوا وباربودا 8. غيانا 9. سورينام 10. سانت كيتس ونيفيس 11. غواتيمالا 12. دومينيكا 13. بورتوريكو 14. باربادوس 15. كوراساو 16. سانت فينسنت والغرينادين 17. جزر كايمان 18. نيكاراغوا 19. برمودا | 1. بليز 2. جمهورية الدومينيكان 3. جزر العذراء البريطانية 4. سانت لوسيا 5. جزر توركس وكايكوس 6. جزر البهاما 7. أروبا 8. جزر العذراء الأمريكية 9. أنغويلا 10. مونتسرات |

## الدور الأول
الدور الأول من تصفيات الكونكاكاف سوف يشهد الفرق الـ10 الأدنى يتم وضعهم إلى خمس مباريات ذهاب-و-إياب، مع الفرق الأعلى تصنيف يواجه الفريق الأدنى تصنيف وحتى ذلك. الفائزون من هذه المواجهات سوف يذهبون إلى الدور الثاني.

### القرعة
المباريات أعلنت من قبل الفيفا يوم 26 إبريل 2011. مؤشرات مبكرة كانت بأن المباريات سوف تلعب يوم 3 و 7 يونيو 2011، مع ذلك الإصدارات اللاحقة أعطيت المواعيد للدور الأول لـ15 يونيو إلى 17 يوليو.
| فريق 1                | النتيجة     | فريق 2                 | المباراة 1 | المباراة 2  |
| --------------------- | ----------- | ---------------------- | ---------- | ----------- |
| مونتسرات              | 3–8         | بليز                   | 2–5        | 1–3         |
| أنغويلا               | 0–6         | جمهورية الدومينيكان    | 0–2        | 0–4         |
| جزر العذراء الأمريكية | 4–1         | جزر العذراء البريطانية | 2–0        | 2–1         |
| أروبا                 | 6–6 (4–5 ر) | سانت لوسيا             | 2–4        | 4–2 (ب و إ) |
| جزر توركس وكايكوس     | 0–101       | جزر البهاما            | 0–4        | 0–6         |

ملاحظة 1: تم عكس مباراتي الذهاب والإياب..

## الدور الثاني
الدور الثاني سوف يشهد المنتخبات المصنفة 7–25 ينضم إليهم الفائزون الخمسة من الدور الأول. سيتم تقسيم الفرق إلى ستة مجموعات من أربعة فرق في القرعة التمهيدية التي ستقام في البرازيل يوم 30 يوليو 2011.
الفريق الأفضل من كل مجموعة سوف يذهب إلى الدور الثالث.

### التصنيف
الفرق صنفت إلى أربع وعاءات - عينت الوعاءات 4 إلى 7 في القرعة. الوعاء الرابع يحتوي فرق مصنفة 7–12، الوعاء الخامس فرق مصنفة 13–18، وعاء ستة فرق مصنفة 19–24، ووعاء سبعة الفريق المصنف 25 إلى جانب الخمسة الفائزين من الدور الأول.
| وعاء 4                                                         | وعاء 5                                                                         | وعاء 6                                                                              | وعاء 7                                                                                   |
| -------------------------------------------------------------- | ------------------------------------------------------------------------------ | ----------------------------------------------------------------------------------- | ---------------------------------------------------------------------------------------- |
| بنما · كندا · السلفادور · غرينادا · ترينيداد وتوباغو · هايتي · | أنتيغوا وباربودا · غيانا · سورينام · سانت كيتس ونيفيس · غواتيمالا · دومينيكا · | بورتوريكو · باربادوس · كوراساو · سانت فينسنت والغرينادين · جزر كايمان · نيكاراغوا · | برمودا · بليز · جمهورية الدومينيكان · سانت لوسيا · جزر البهاما · جزر العذراء الأمريكية · |

## الدور الثالث
الدور الثالث سوف يشهد الـ6 الأعلى تصنيف ينضم إليهم الـ6 فائزون المجموعات من الدور الثاني. هذه الفرق سوف يتم تقسيمهم إلى ثلاث مجموعات من أربع فرق.
الفريقين الأعلى من كل مجموعة سوف يذهبون إلى الدور الرابع.

### التصنيف
بما أن قرعة الدور الثالث سوف تقام قبل المباريات السابقة تقام، لذا فقط الفرق الستة مع اعفائات سوف يعرفون في وقت القرعة. الفرق سوف يصنفون إلى ثلاث وعاءات، مع وعاء 1 يحتوي على الـ3 الأعلى تصنيف، وعاء 2 يصنف 4 إلى 6، وعاء 3 الـ6 (غير معروفون) فائزون المجموعات (معينين كفائز أ وفائز س). كل مجموعة الدور الثالث سوف تحتوي فريق واحد من وعاء 1، فريق واحد من وعاء 2 وفريقين اثنين من وعاء 3.
| وعاء 1                                 | وعاء 2                       | وعاء 3                                         |
| -------------------------------------- | ---------------------------- | ---------------------------------------------- |
| المكسيك · الولايات المتحدة · هندوراس · | جامايكا · كوستاريكا · كوبا · | 6 فائزين الدور الثاني المعينين كفائز أ وفائز س |

## الدور الرابع
| فريق             | لعب | فاز | تعادل | خسر | له | عليه | فارق | نقاط |
| ---------------- | --- | --- | ----- | --- | -- | ---- | ---- | ---- |
| الولايات المتحدة | 10  | 7   | 1     | 2   | 15 | 8    | +7   | 22   |
| كوستاريكا        | 10  | 5   | 3     | 2   | 13 | 7    | +6   | 18   |
| هندوراس          | 10  | 4   | 3     | 3   | 13 | 12   | +1   | 15   |
| المكسيك          | 10  | 2   | 5     | 3   | 7  | 9    | −2   | 11   |
| بنما             | 10  | 1   | 5     | 4   | 10 | 14   | −4   | 8    |
| جامايكا          | 10  | 0   | 5     | 5   | 5  | 13   | −8   | 5    |

| كوستاريكا        | —   | <1–0 | 2–0 | 2–1 | 2–0 | 3–1 |
| هندوراس          | 1–0 | —    | 2–0 | 2–2 | 2–2 | 2–1 |
| جامايكا          | 1–1 | 2–2  | —   | 0–1 | 1–1 | 1–2 |
| المكسيك          | 0–0 | 1–2  | 0–0 | —   | 2–1 | 0–0 |
| بنما             | 2–2 | 2–0  | 0–0 | 0–0 | —   | 2–3 |
| الولايات المتحدة | 1–0 | 1–0  | 2–0 | 2–0 | 2–0 | —   |

الدور الرابع سوف يشهد الـ6 فائزون المجموعات والوصيفين من الدور الثالث يتنافسون في مجموعة واحدة.
الفرق الثلاثة سوف يتأهلون مباشرتاً إلى نهائيات كأس العالم لكرة القدم 2014. في حين الفريق صاحب المركز الرابع سيدخل ملحقات الاتحاد-القاري.

## ملحق الاتحاد-القاري
فريق المركز الرابع لكونكاكاف سوف يلعب مع بين أحد فرق آسيا المركز الخامس، فريق كونمبيول المركز الخامس أو فريق أوقيانوسيا المركز الأول (يتم تحديده في قرعة) في ملحق ذهاب-و-إياب. الفائز من هذه الملحق يتأهل إلى نهائيات كأس العالم لكرة القدم 2014.